# Klinischer Behandlungspfad
Ein klinischer Behandlungspfad (engl.: clinical pathway) ist ein Beschreibungsmodell als Muster für einen Ablaufplan zur Durchführung einer medizinischen Behandlung. Der Modus für die Ordnung kann temporal, kausal oder schlicht final sein. Dieser Ablaufplan kann als Entscheidungsbaum aber auch als einfacher Tagesablaufplan gestaltet sein.
Klinische Behandlungspfade werden – wenn möglich – unter Berücksichtigung existierender medizinischer Leitlinien als Muster entwickelt. Sie enthalten üblicherweise Qualitätsindikatoren, mit deren Metrik eine wiederholte Anwendung in der klinischen Praxis als Instanz im einzelnen Fall überprüft werden kann.

## Historisches
Das Pfadkonzept wurde 1957 erstmals vom amerikanischen Konzern Dupont verwandt, um die Produktqualität in einem Entwicklungsprozess zu verbessern.
Eine der ersten Umsetzungen in die medizinische Praxis erfolgte 1985 in den USA am Boston New England Medical Center Hospital.
Allgemeine Anwendung findet das Pfadkonzept eher in der Betreuung des Einzelfalls in der allgemeinen Sozialwirtschaft.

## Klinische Behandlungspfade in der klinischen Routine

### Die klinischen Behandlungspfade als Instrument der Qualitätssicherung
Der Behandlungspfad wird Berufsgruppen-übergreifend und teilweise Fachabteilungen-übergreifend mit dem Ziel eines Mindest-Outcome und hinreichender Behandlungsqualität, definiertem Einsatz der notwendigen und verfügbaren Ressourcen sowie unter Festlegung der Aufgaben und der Durchführungs- und Ergebnisverantwortlichkeiten entworfen. Der Behandlungspfad liefert die Vorgabe zur Steuerung des arbeitsteiligen Behandlungsprozesses, unterstützt gleichzeitig die behandlungsbegleitende Dokumentation und erlaubt die Kommentierung. Abweichungen von der Norm werden zum Zwecke fortgesetzter Evaluation und Verbesserung notiert (charting by exception).

### Die klinischen Behandlungspfade als Instrument der Workflow-Steuerung
Für die Steuerung in der klinischen Routine wird ein klinischer Behandlungspfad in der Regel als Muster erstellt und für die Behandlung im einzelnen Fall dann für den jeweiligen Patienten als individueller Ablaufplan instantiiert. Mit Beginn des Ablaufs werden den einzelnen Aktionen vorab Plantermine und Ressourcen zugeordnet, die sich aus den standardisierten Mindestlaufzeiten für die einzelnen Aktionen ergeben (z. B. im DRG-System). Welche der alternativ im Ablaufplan enthaltenen Aktionen tatsächlich erfolgen, entscheidet der behandelnde Arzt im weiteren Ablauf.

### Das Steuerungsinstrument mit Zeitbindung
Ist der klinische Behandlungspfad als Ablaufplan für den einzelnen Fall instantiiert, kann er an Zeitsetzungen für vorgesehenen Anfang und voraussichtliche Dauer gebunden werden. Erst dann kann die Steuerung den klinischen Behandlungspfad mit Ereignismeldungen aus dem klinischen Ablauf verknüpfen, die durch Monitoring oder durch Erfassung im Kontext bestimmt sind.

## Klinische Behandlungspfade als Planungsinstrument in der klinischen Routine

### Das Planungsinstrument als Typ
Ohne Instantiierung für einen Patienten ist der klinische Behandlungspfad ein Typ oder Muster. Dieser Typ dient der abstrakten Planung einer Behandlung, nicht als Instanz zur mitlaufenden Steuerung.
Für die Steuerung der einzelnen Behandlung eines Patienten oder Falls (englisch case) muss dieser Typ instantiiert werden mit den Identifikatoren der Beteiligten, der dinglichen Ressourcen (Personal, Gerät, Raum) und der Identität des Patienten (case-ID) verkettet werden.

### Die klinischen Behandlungspfade als Instrument der medizinischen Methodik
Die klinischen Behandlungspfade können das Gerüst einer medizinischen Leitlinie abbilden und dabei einzelne Methoden der Befunderhebung, der Diagnose, der invasiven Eingriffe oder minimal-invasiver Eingriffe, der Medikation und anderer Therapien einbinden. Durch den strukturierten Aufbau kann ein klinischer Behandlungspfad als Instrument der Arbeitsplanung für ein Team verwendet werden. Dieser Plan wird mit dem Fortschritt der Behandlung weiterentwickelt. Hierfür hat sich das Modell eines Tagesablaufplanes etabliert. Mit diesem ist eine klare Workflow-Steuerung für die beteiligten Teams möglich.

### Die klinischen Behandlungspfade als Instrument der Kostenplanung
Die klinischen Behandlungspfade können das Gerüst einer Kostenträgerrechnung bzw. Deckungsbeitragsrechnung im Krankenhaus liefern. Durch die strukturierte Dokumentation geplanter Behandlungen, Operationen, Medikamentengaben, Aufenthalte etc. kann ein klinischer Behandlungspfad als Instrument der Plankostenrechnung weiterentwickelt werden. Hierfür hat sich das Modell eines Tagesablaufplanes etabliert. Mit diesem ist eine klare Kostenanalyse für abgegrenzte Fallgruppen möglich.

## Nutzen Klinischer Pfade
Der Nutzen klinischer Pfade konnte in mehreren systematischen Übersichtsarbeiten gezeigt werden. Ein systematischer Review zur Ergebnismessung der Wirksamkeit konnte durchwegs positive Auswirkungen klinischer Pfade auf die Outcomekriterien Versorgungsqualität, Sicherheit und Ressourcenverbrauch zeigen. Ein Cochrane-Review aus dem Jahr 2010 konnte zeigen, dass durch den Einsatz von Pfaden weniger Komplikationen, kürzere Liegezeiten und geringere Kosten erreicht werden.
Eine aktuelle Studie aus Deutschland kommt zum Ergebnis, dass sich die Implementierung von Pfaden positiv auf die Prozessqualität auswirkt, es aber fraglich ist, ob Aufwand und Nutzen in einem günstigen Verhältnis stehen. Kritische Stimmen sehen in Behandlungspfaden „Modeerscheinungen“, welche im Rahmen einer zunehmenden Ökonomisierung und „Industrialisierung“ der Medizin verstanden werden können.

### Standardprozeduren
Standardisierte Prozeduren (SOP, englisch Standard Operating Procedures) sind meist eine engere Fassung eines klinischen Behandlungspfades, in dem mit bestimmter Zielsetzung jede Verzweigung ungeachtet medizinischer Begründung eliminiert wurde. Dabei gibt es keinen Bezug zu irgendeiner internationalen Norm oder irgendeinem industriellen Standard für den Inhalt des Vorgehens. Das empfiehlt sich beispielsweise im Rahmen von Zulassungsverfahren. Dort ist die identische Wiederholung eines Vorgehens in einer Kohorte eine Voraussetzung für das systematische Trennen von Effekten in der nachfolgenden Bewertung der Ergebnisse. Für den medizinischen Wert eines Vorgehens ist solche Beschränkung ohne fallspezifische Entscheidungen nicht am Outcome für den Patienten, sondern an der Gültigkeit der Studienergebnisse orientiert. Ein anderer Anwendungsfall ist das Vorgehen bei einer Triage unter Beschränkung der Ressourcenverfügbarkeit.

## Beispiele für die Anwendung
Klinische Pfade werden in vielfältiger Zielsetzung erstellt. Keine zwei Pfade mehrerer Autoren gleichen einander, da die Rezeption der Autoren zur verfügbaren Methodik auf Evidenzbasis oder Konsensbasis zu verschiedenen Ausprägungen führen wird. Zudem ist die Zielsetzung der Anwendung der Klinischen Pfade bestimmend. So gibt es
- Klinische Pfade für die Vorkalkulation
- Klinische Pfade für die Workflows in der Arbeitsorganisation
- Klinische Pfade für die medizinische Dokumentation
- Klinische Pfade für die Unterstützung der Leistungserfassung

In der Regel unterstützen die bekannten Krankenhausinformationssysteme die jeweiligen Zielsetzungen nur schwach. Eine mobile Lösung, die in der stationären Behandlung dem Mitarbeiter zum Patienten folgt, ist bisher nicht bekannt. Lösungen für die ambulante Pflege sind hingegen bereits gut verbreitet.
In einer Metastudie wurden 1.094 englischsprachige Studien über klinische Pfade ausgewertet. Erkennbar fehlt sowohl der Metastudie wie vielen der zitierten Studien eine klare Strukturierung von Zielorientierung und Merkmalen der Lösung. Erstaunlich ist die Klassifizierung von „lediglich 15 Studien“ randomisiert kontrollierten Studiendesigns als „hohe Anforderungen“ erfüllend. Tatsächlich sind Studien mit medizinischer Thematik für eine Randomisierung sinnfällig, während für deterministische Aspekte verbesserter Arbeitsorganisation eine Randomisierung wissenschaftlich nicht zu begründen ist.

## Anwendungen zur Steuerung der klinischen Routine in Arbeitsteilung
Ein bekanntes Beispiel in der ambulanten Pflege ist die Lösungskomponente factis aus der Checkpoint Suite von Lohmann&Birkner, Berlin oder der Aufgaben Workflow aus der GKV Suite der Atacama GmbH, Bremen aus.
Ein weiteres Beispiel bilden die NotfallStandards medStandards für das gesamte Spektrum der Inneren Medizin und Chirurgie auf deutschsprachigen und englischsprachigen Notfallstationen. Auch gibt es die CheckMe! Klinikstandards, welche Pfadvorlagen für die Gynäkologie zur lokalen Anpassung beinhalten.
Eine Anwendung mit gleichartiger Unterstützung in einem Krankenhausinformationssystem wurde in der Chirurgischen Klinik I des Klinikums Ingolstadt für die Cholezystektomie eingeführt.

## Kritik
Der klinische Pfad allein erledigt kein Abbild eines Behandlungsplans. Er serialisiert vorrangig Verrichtungen während der Behandlung. Ein Konzept für solche mitlaufend zu aktualisierende Einbettung ist in der Literatur nicht zu erkennen.

### Zielbeschreibung
Die reine Ablauforientierung lässt einen anfangs und abschnittsweise definierten Status und Zielbeschreibung vermissen für
- Symptomatik und Befund
- erwartete Diagnose
- Therapieziel
- Outcome

Es bedarf eines umgebenden Rahmens, der die Auswahl des Pfads und seine Zusammensetzung bestimmt. Ohne diesen Rahmen bleibt die Zielsetzung für die Behandlung im klinischen Pfad unbestimmt.

### Individualisierung
Im Typmodell eines klinischen Pfads ist kein individueller Zuschnitt auf den einzelnen Fall hinterlegt. Das muss in einem Schritt des fallspezifischen Instanziierens erfolgen, was ein jeweils erneutes Anpassen des klinischen Pfads für jeden einzelnen Fall bedeutet. Dazu sind keine Implementierungen, beispielsweise in einer Workflow-Engine eines eingeführten Klinik-Informationssystems bekannt.

### Arbeitsteilung
Das Beauftragen medizinischer oder pflegerischer Leistungen nach einem klinischen Pfad muss das Verteilen der Verrichtungen auf die verschiedenen Rollen oder Qualifikationen organisieren. In Publikationen zu dem Modellansatz wird das Zerlegen eines arbeitsteiligen Ablaufs auf seriell oder kooperativ arbeitende Rollen nicht thematisiert.

### Schwimmbahnen
Das Parallelisieren verschiedener Zweige, wie Histologie, Serologie, und das Verlagern in andere Funktionsbereiche wird erst transparent, wenn der klinische Pfad nach dem Konzept der „Schwimmbahnen“ (swim lanes) in mehreren nebenläufigen Zweigen strukturiert wird.

### Linearität
Meist sind klinische Pfade streng linear modelliert. Das vermeidet Mehrdeutigkeiten, zeigt aber nicht den erneuten Einstieg in eine Schleife bei iterativem Vorgehen.